# Datsun 13
Der Datsun 13 war ein Kleinwagen des Automobilherstellers Datsun, der ab April 1934 produziert wurde. Der überarbeitete Kühlergrill des Vorgängers Datsun 12 wurde leicht herzförmig gestaltet und völlig verchromt. Die Schlitze an den Seiten der Motorhaube waren nun nicht mehr senkrecht, sondern unter demselben Winkel (10 Grad) wie der neue Kühlergrill angeordnet. Erstmals gab es nun auch eine LKW-Version, den Datsun 13 Truck. Dadurch gab es eine umfassende Modellpalette mit Lastwagen, Kastenwagen (Van genannt), Limousine, Cabriolet und Roadster.
Motor und Getriebe entsprachen denen des Datsun 12. Die Limousine hatte sogenannte Selbstmördertüren und war bei Taxifahrern sehr beliebt.
Der Datsun 13 war das erste aus Japan exportierte Fahrzeug. 1934 wurden 44 Einheiten ausgeführt, hauptsächlich nach Südafrika und Australien. 
Das Chassis wurde vom Osaka Werk der Division Automotive von Tobata Casting gebaut. Im Dezember 1933 fusionierte Tobata Castings mit Nihon Sangyo Co. Der Name Nihon Sangyo bedeutet in Japan Industrie. Als Nihon Sangyo seine Aktien an der japanischen Börse anbot, wurden diese als Ni-San geführt. Nach der Fusion von Tobata Castings und Nihon Sangyo hieß das Unternehmen Jidosha Seizo. 1934 beschloss man jedoch, den Namen der Aktienmarkt-Abkürzung für das neue Unternehmen anzunehmen und Nissan war entstanden. 
Der Datsun 13 wurde von April 1934 bis März 1935 mit insgesamt 880 Fahrzeugen alleine im Jahr 1934 gebaut.